# مارك ماكالوم
مارك ماكالوم (بالإنجليزية: Marc McCallum)‏ هو لاعب كرة قدم بريطاني في مركز حراسة المرمى، ولد في 27 مارس 1993 في فورفار ‏ في المملكة المتحدة. شارك مع منتخب اسكتلندا تحت 17 سنة لكرة القدم ومنتخب اسكتلندا تحت 19 سنة لكرة القدم. أما مع النوادي، فقد لعب مع بيرويك راينجرز ودندي يونايتد ونادي اربوراث ونادي ليفينغستون.

## وصلات خارجية
- مارك ماكالوم على موقع قاعدة بيانات كرة القدم.إي يو (الإنجليزية)
- مارك ماكالوم على موقع Soccerbase.com (لاعب) (الإنجليزية)